# اندیس طلای زرشک کوه (زرشکوه)
طلای زرشک کوه (زرشکوه) یک اندیس فلزی است که در حوالی شهر دولاشی استان سمنان قرار دارد و مادهٔ معدنی موجود در آن، طلا است.  